# Live Magazine
Live Magazine est un « journal vivant » créé à l'initiative de Florence Martin-Kessler en 2014.

## Histoire
En 2010, Florence Martin-Kessler, alors journaliste et réalisatrice de documentaires (ex-Arte, The New York Times, XXI) décroche une bourse à la Nieman Foundation for Journalism (en) de l’université américaine Harvard,. En octobre 2013, elle y rencontre le journaliste Douglas McGray, inventeur du Pop-Up Magazine (en) en 2009 à San Francisco. De retour à Paris, elle s’associe à Thomas Baumgartner - producteur sur France Culture puis rédacteur en chef de Radio Nova - et Sébastien Deurdilly - ex-grand reporter à Europe 1 et C dans l’air sur France 5 et directeur de l’agence de presse Upside - pour lancer en 2014 Live Magazine.
Le journal vivant se produit initialement à La Gaîté-Lyrique (dans le 3e arrondissement de Paris). Depuis 2019, les éditions parisiennes ont lieu au Théâtre Libre (dans le 10e) deux fois par an, au printemps et à l'automne.
En 2015, Ariane Papeians lance la franchise en Belgique.  En 2016, India Bouquerel prend en charge le développement puis devient successivement rédactrice en chef et directrice générale,. En 2017, la journaliste Sonia Desprez est recrutée.
En 2021, une co-édition avec Bayard Presse permet de lancer un trimestriel papier. La même année, un podcast est coproduit avec France Culture et La Croix, intitulé « La Filière ». Il s'agit d'une enquête internationale de Philippe Sands en dix épisodes qui relate le parcours du général nazi Otto Wächter pour fuir la justice,.
Depuis sa création, Live Magazine a produit 120 spectacles (en France, en Belgique, en Suisse, mais aussi en Angleterre, en Italie et, plus récemment, au Liban en Turquie, au Maroc).

## Ligne éditoriale

### Concept
Le spectacle se veut éphémère : rien n’est filmé ni enregistré. Le programme n'est pas connu à l'avance.
Sur scène les intervenants disposent de 6 à 10 minutes pour présenter au public une histoire vraie. Chaque récit est édité et fact-checké. La plupart sont inédits  et incarnés à la première personne mais restent toujours dans le registre du documentaire ou de l’enquête,.
Dans une mise en scène proche du stand-up, les prises de paroles intègrent des photos, du son, des vidéos, du dessin, de la danse,, etc.
Des musiciens se relaient pour composer et interpréter, en direct, pour chaque intermède et histoire, des mélodies et des ambiances sonores : Les Garçons, et des membres du groupe Arat Kilo.

### Représentations
Les spectacles ont lieu dans des théâtres dont la jauge dépasse les 1 000 places, notamment, au Casino de Paris, au Théâtre Marigny, au Théâtre des Champs-Élysées ou devant des scènes nationales comme le Théâtre de la Criée (Marseille) et le Théâtre du Nord (Lille).
À Bruxelles, Bozar accueille et coproduit les éditions belges. À l'étranger, il s'agit de la Chapelle Saint Olaf (nl) (Amsterdam), Franco Parenti (it) (Milan) etc.
Depuis la rentrée 2023, Live Magazine est un “artiste associé” à La Ferme du Buisson.
La structure bénéficie aussi du label Olympiades culturelles à l’occasion des Jeux olympiques de Paris de 2024,.

### Contributeurs passés
- José Artur[24]
- Charles Berberian[33]
- David Castello Lopes[34]
- Chloé Delaume[8]
- Anne Georget[12]
- Silvain Gire[35]
- Sonia Kronlund[16]
- Clémentine Mélois
- Ondine Millot[5]
- John G. Morris[12]
- Édouard Philippe[36],[37]
- Philippe Pujol[5]
- Nathalie Rykiel[38]
- Aurélie Sfez[8]
- Alice Zeniter

### Éducation aux médias
Depuis 2016, des actions d’accès à la culture et d’éducation aux médias sont organisées. La « Live Mag Académie » consiste à inviter des groupes éloignés de l’information et de la vie culturelle à venir au théâtre. Des places sont réservées à cet effet. Des journalistes se rendent dans les établissements scolaires. Les élèves réalisent une chronique qui est ensuite publiée (Le Monde, Le Monde des ados, Phosphore…).
Il existe aussi des éditions spéciales pour les enfants en partenariat avec Bayard ou L’École des loisirs,.
Des formations sont organisées dans les écoles de journalisme et de communication telles que, notamment, l’École supérieure de journalisme de Lille et l'Institut des Hautes Études des Communications Sociales.

## Modèle économique
Le modèle économique repose sur les recettes engendrées par la billetterie, la cession des droits des spectacles à des institutions, et la vente de prestations événementielles pour des entreprises,.
Des spectacles thématiques sont produits pour la presse (Le Monde, Les Echos Week-End), des festivals (comme celui de la bande dessinée, les Rencontres de la photographie d'Arles, le FIPADOC), des acteurs de la culture (l’Institut français), les sociétés d'auteurs  (la SCAM) et des municipalités (la Ville de Lyon).
Live Magazine bénéficie du soutien du Ministère de la Culture, du Centre français d'exploitation du droit de copie, de la Mairie de Paris, de la SCAM et de La Ferme du Buisson,,.
En 2015, des fonds sont levés auprès de l’investisseur Olivier Legrain, alors PDG de Materis,.

### Mémoire universitaire
- Mathilde Poncet, Le Live Magazine, faire jouer l’information, Celsa Sorbonne-Université, 30 mai 2017 : lire en ligne.